# Compositie in kleur A
Compositie in kleur A is een abstract schilderij uit 1917 van de Nederlandse kunstschilder Piet Mondriaan. Het schilderij bevindt zich in het Kröller-Müller Museum in Otterlo.
Het schilderij van olieverf op doek meet 50,3 bij 45,3 cm.